# Deuxième législature du Bundestag
6 octobre 1953 - 6 octobre 1957
(4 ans)
1re législature 3e législature
Bundeshaus
La deuxième législature du Bundestag, la chambre basse de la République fédérale d'Allemagne, s'est ouverte le 6 octobre 1953 et s'est achevée le 6 octobre 1957.

## Composition de l'exécutif

### Président de la République
Le 12 septembre 1949 se tient le première élection présidentielle depuis 1932. Elle se déroule sous un scrutin différent. Signe de l'amoindrissement de ses prérogatives, le président fédéral n'est élu qu'indirectement par l'Assemblée fédérale. Le SPD présente la candidature de Kurt Schumacher, président fédéral du parti. Le Zentrum présente également un candidat : Rudolf Amelunxen (de), ministre des affaires sociales de la Rhénanie-du-Nord-Westphalie. Les chrétiens-démocrates décident de ne présenter aucun candidat et appuient le président du parti libéral-démocrate Theodor Heuss. Celui-ci l'emporte au second tour avec 416 voix sur 800, soit 51,7 % des suffrages,.
Le mandat du président fédéral est de cinq ans. Ainsi, le 17 juillet 1954 se tient la deuxième élection présidentielle de la république fédérale d'Allemagne de son histoire. Le président sortant Theodor Heuss bénéficie du soutien de l'alliance des chrétiens-démocrates, des libéraux-démocrates (dont il est issu) mais également des sociaux-démocrates pour ce scrutin. Il est réélu sans difficultés à un second mandant avec une quasi-unanimité de 871 sur 1 018 voix, soit 85,56 % des suffrages.

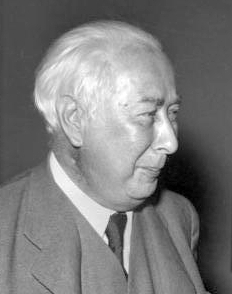
Theodor Heuss, président fédéral du 13 septembre 1949 au 12 septembre 1959.

### Chancelier et gouvernements successifs
Les élections fédérales du 6 septembre 1953 voient la coalition gouvernementale menée par Konrad Adenauer être confirmés dans les urnes. C'est l'alliance CDU-CSU qui se renforce davantage, enregistrant 45,17 % des voix et gagnant 104 députés supplémentaires au Bundestag. Nombre de petits partis qui avaient obtenu des sièges lors de l'élection de 1949 disparaissent lors de ce scrutin — ce sont les formations d'extrême-droite qui en pâtissent le plus. Le KDP disparait également. Ces résultats renforçant les principaux partis allemands au détriment de plus petites formations est le résultat direct d'une réforme électorale en juillet 1953 : elle impose un seuil électoral de 5 % au niveau de l'ensemble de l'Allemagne de l'Ouest - réduisant la dispersion des sièges comme en 1949. Les électeurs ont également deux voix : une pour sa circonscription et une autre pour un parti politique.
En somme, à une courte marge de la majorité absolue, les chrétiens-démocrates s'imposent comme la principale force politique en Allemagne de l'Ouest. Ils devancent largement les sociaux-démocrates et remplacent le Zentrum comme force conservatrice. Adenauer reconduit son cabinet mais ajoute également le Bloc des réfugiés à son gouvernement, accroissant ainsi sa majorité au Bundestag aux deux tiers.
| Gouvernement | Gouvernement | Gouvernement        | Dates (Durée)                                        | Partis                | Chancelier fédéral | Composition initiale |
| ------------ | ------------ | ------------------- | ---------------------------------------------------- | --------------------- | ------------------ | -------------------- |
|              |              | Cabinet Adenauer II | 20 octobre 1953 - 29 octobre 1957 (4 ans et 9 jours) | CDU/CSU-FDP-GB/BHE-DP | Konrad Adenauer    | 19 ministres         |

## Présidium du Bundestag
| Fonction | Fonction                            | Fonction       | Fonction                                      | Groupe parlementaire             | Circonscription |
| -------- | ----------------------------------- | -------------- | --------------------------------------------- | -------------------------------- | --------------- |
|          |                                     | Président      | Hermann Ehlers (jusqu'au 29 oct. 1954)        | CDU/CSU                          | Basse-Saxe      |
|          |                                     | Président      | Eugen Gerstenmaier (à partir du 16 nov. 1954) | CDU/CSU                          | Bade-Wurtemberg |
|          |                                     | Vice-président | Richard Jaeger                                | CSU                              | Bavière         |
|          |                                     | Vice-président | Carlo Schmid                                  | SPD                              | Bade-Wurtemberg |
|          |                                     | Vice-président | Ludwig Schneider (de)                         | FDP (6 oct. 1953 - 23 fév. 1956) | Hesse           |
|          | FVP-DP (23 fév. 1956 - 6 oct. 1957) | Vice-président | Ludwig Schneider (de)                         |                                  | Hesse           |
|          |                                     | Vice-président | Max Becker (de) (23 fév. 1956 - 6 oct. 1957)  | FDP                              | Hesse           |